# ジェスチャー (テレビ番組)
『ジェスチャー』は、1953年2月20日から1968年3月25日までNHKテレビ→NHK総合テレビで放送されたクイズ番組である。テレビの特性を生かし、その草創期を代表する番組である。テレビクイズ番組の草分けとして有名だが、テレビ本放送におけるクイズ番組第1号は『私の仕事はなんでしょう』（1953年2月5日〜1954年5月30日）である。また、NHKテレビ開局年開始の番組では一番遅くまで放送され、1960年代当時の最長寿テレビ番組でもあった。

## 概要
東京千代田区内幸町に所在していた旧NHKホールからの30分番組で、柳家金語楼率いる白組（男性陣）と水の江瀧子率いる紅組（女性陣）に分かれ、視聴者が応募した問題を解答者がジェスチャーのみで表し、それを時間内に当てていくゲームにより番組は進行した。ジェスチャーを見せる要素とゲーム性はテレビの特性に合う構成であり、テレビ放送の黎明期において長寿番組となった理由の一つとされている。また、10年にわたり司会を務めた小川宏（当時NHKアナウンサー）も番組の顔となった。番組演出は富田静が担当した。この手法は、日本テレビ『シャープ・スターアクション』に受け継がれた。
複数のジェスチャーを組み合わせるため、もしくはジェスチャーを訂正するための「…は置いといて、」（箱を動かすように両手を横に振る）というポーズが流行した。
なお、番組開始当初の正式タイトルは『家族ゲーム ゼスチャアー』であり、第1回放送 - 第4回放送（1953年6月放送）までは月に1回の放送であったが、第5回放送（1953年7月）から週に1回のレギュラー番組に昇格した。これを機にタイトルが『ジェスチャー』に変更された。

## 放送時間
- 金曜 20:00 - 20:30 （1953年2月 - 1954年5月）
- 月曜 20:00 - 20:30 （1954年5月 - 1954年9月）
- 金曜 19:15 - 19:45 （1954年10月 - 1955年3月）
- 月曜 19:30 - 20:00 （1955年4月 - 1957年3月）
- 火曜 19:30 - 19:59 （1957年4月 - 1964年3月）
- 火曜 20:00 - 20:30 （1964年4月 - 1966年3月）

なお、1966年4月 - 1967年3月の間は『私の秘密』とワンセットとなったクイズ枠『クイズアワー』（火曜 20:00 - 21:00）内で放送された。そして、1967年4月 - 1968年3月の間は『ファミリーショー』（枠は同じ）内で放送された。

## 歴代司会者
- 初代：青木一雄（1953年2月 - 1954年5月）
- 2代：高橋圭三（1954年5月 - 1955年3月）
- 3代：佐々木敏全（1955年4月 - 1955年9月）
- 4代：小川宏（1955年10月 - 1965年3月）
- 5代：鈴木正和（1965年4月 - 1966年3月）
- 6代：原善三郎（1966年4月 - 1968年3月）

## 出演者
キャプテン
- 水の江瀧子（紅組）
- 柳家金語楼（白組）

尚、金語楼・水の江ともに、スケジュールの都合から時折、番組を欠席することがあり、その場合には、月1回程度の頻度で出演する事実上のレギュラー格の出演者（紅組：丹下キヨ子、暁テル子、轟夕起子、霧立のぼる、清川虹子ほか、白組：多々良純、有島一郎、大坂志郎、田崎潤、加東大介ほか）が代理キャプテンを担当した。
常連出演者（事実上のレギュラー格）
- 紅組：丹下キヨ子、暁テル子、轟夕起子、清川虹子、霧立のぼる、若水ヤエ子、宮城千賀子、南田洋子、扇千景、小林千登勢、久保菜穂子、淡路恵子、黒柳徹子、磯村みどり、冨士眞奈美、野川由美子、ほか
- 白組：加東大介、多々良純、大坂志郎、有島一郎、トニー谷、フランキー堺、田崎潤、長門裕之、長門勇、昔々亭桃太郎（金語楼の実弟）、E・H・エリック、宇津井健、柳沢真一、桂米丸、井上ひろし、川崎敬三、ほか
- カゲの声 - 中村恵子[6]

## 備考
- テレビ受像機自体が非常に高価な故に業務用途や富裕層にしか普及していなかった頃からの人気番組であったため、街頭テレビで人気を確立した民間放送である初期の日本テレビが『三共ゼスチュアクイズ』（三共一社提供）という擬似番組が作られる程であった。
- 当番組の正式なカラー化は、1962年4月3日放送分からである。しかし、1960年7月12日放送分にて、カラーによる制作及びVTR収録が試験的に行われ、本放送当時は白黒映像にダウンコンバートされたものの（東京のNHKテレビ2波がカラー放送を開始したのは同年9月10日）、5日後の7月17日の東京の教育テレビの「カラーテレビ実験放送」にてカラー映像のまま再放送されたことがある。[1]
- 映像保存については3回分しかなく、内2回分（1961年3月28日と最終回の1968年3月25日）はNHKスクエアからDVDで発売されている[7]。
- 連続テレビ小説『梅ちゃん先生』（2012年8月17日放送、第119回）の冒頭でレトロ調のテレビ受像機が映し出される1シーンに当番組の映像が使用された。
- 連続テレビ小説『ひよっこ』（2017年4月12日放送、第9回）では当時の人気番組だったと紹介された。
- 『探検バクモン』（2017年5月17日放送）にてNHK放送博物館を訪問、この番組を紹介した際、当時の台本と問題フリップも紹介されたほか、爆笑問題とゲストの中村メイコがゲームに挑戦した。

## 関連ゲームソフト
- Wii専用ソフト『NHK紅白クイズ合戦』（任天堂・2009年12月17日発売）の構成番組として収録された。